# Caledoconcha mariapetrae
Caledoconcha mariapetrae е вид охлюв от семейство Hydrobiidae. Видът е уязвим и сериозно застрашен от изчезване.

## Разпространение и местообитание
Разпространен е в Нова Каледония.
Обитава крайбрежията на сладководни басейни и потоци.